# 吉拉斯魏爾湖
47°50′29″N 9°46′02″E / 47.8413°N 9.76723°E
吉拉斯魏爾湖（德語：Girasweiher），是德國的湖泊，位於該國西南部，由巴登-符騰堡州負責管轄，處於貝加特羅伊特，面積0.01平方公里，海拔高度599米，平均水深1.3米，最大水深2.4米，水體容量1.4萬立方米。